# Вольский, Михаил Петрович
 Михаил Петрович Вольский (Мышкин) (1899, Симбирск Симбирской губернии, Российская империя (по другим данным — г. Вольск Саратовской губернии) — 8 апреля 1938, Хабаровск) — советский партийный деятель. Член ВКП(б), председатель Камчатского окружного исполкома в 1926—1931 гг., председатель Приморского облисполкома в 1932—1934 гг.

## Биография
Михаил Петрович Вольский (Мышкин) родился в 1899 году в Симбирске Симбирской губернии. В 1917 году активно участвовал в организации отрядов Красной гвардии, затем воевал на Самарском фронте. Был ранен, попал в плен, бежал.

### Партизанская война на Дальнем Востоке
Оказавшись на Дальнем Востоке в 1919 году принял участие в партизанском движении. 27 января 1920 года, после падения власти А. В. Колчака, Вольский был назначен командиром 1-го Дальневосточного кавалерийского полка Отдельной Уссурийской стрелковой бригады войск Земской управы Приморской области. После разгрома армии японскими войсками 5 апреля 1920 года с остатками сил отошёл в Сучанскую долину, где начал объединять под своим руководством разрозненные партизанские отряды.
В конце 1921 года Вольский создал и возглавил штаб партизанских отрядов Приморья в деревне Беневской близ бухты Ольга. С 26 мая 1921 года входил в Военный совет партизанских отрядов Приморья (до 25 октября 1922 года). В декабре 1922 года возглавил Камчатский экспедиционный отряд 5-й армии. В июле 1923 года также возглавил сформированный из местных и экспедиционных сил Коммунистический отряд ЧОНа.

### На Камчатке
В 1923 — 1926 годах М. П. Вольский был председателем Камчатского губернского революционного комитета. В апреле 1926 года Вольский был избран председателем исполнительного комитета Камчатского окружного Совета.

### Приморская область. Глава Владивостока
В апреле 1931 года Вольский был избран председателем Владивостокского городского Совета.
22 ноября 1932 года М. П. Вольский был назначен председателем Организационного бюро Дальневосточного крайисполкома по новообразованной Приморской области. 16 марта 1933 года на 1-й Приморской областной партконференции Вольский был избран членом Приморского обкома и Президиума Приморского обкома ВКП(б). В тот же день вечером Вольский открыл в городском театре Владивостока 1-й съезд Советов Приморской области. 17 марта Вольский выступил на съезде с докладом от Оргкомитета по Приморской области, а утром 19 марта был избран председателем Приморского облисполкома. По должности Вольский также вошёл в новый состав Совета Дальневосточного банка. 9 января 1934 года на 1-м пленуме Далькрайкома после XI Дальневосточной партконференции М. П. Вольский был избран членом Бюро Дальневосточного крайкома ВКП(б), а 25 февраля 1934 года на 4-м пленуме крайисполкома — членом Президиума Дальневосточного крайисполкома.

### Работа в Далькрайисполкоме
В декабре 1934 года М. П. Вольский был утверждён уполномоченным Народного комиссариата пищевой промышленности СССР по Дальневосточному краю и оставил посты председателя Приморского облисполкома и председателя Владивостокского горсовета.
1 августа 1936 года М. П. Вольский был награждён орденом Трудового Красного Знамени.
Занимал пост заместителя председателя Дальневосточного крайисполкома. Постановлением бюро Далькрайкома от 23 апреля 1937 года Вольский был направлен с миссией на Камчатку после самоубийства начальника Акционерного Камчатского Общества Иосифа Александровича Адамовича, обвинённого в попустительстве и притуплении бдительности.
В августе 1937 года М. П. Вольский был назначен исполняющим обязанности председателя Далькрайисполкома, однако уже 10 сентября был арестован органами НКВД. Вольский был обвинён в том, что входил в состав «запасного нелегального троцкистского центра» во главе с вторым секретарём Далькрайкома В. А. Верным как один из руководителей.
Расстрелян 8 апреля 1938 года в Хабаровске.
В 1939 году следователь В. Ф. Семёнов, который вёл дело Вольского, был арестован и предан суду. Свидетель А. В. Торопыгин на суде показал, что присутствовал на допросе Вольского, который к этому времени был сломлен физически, и видел, как Семёнов предложил тому дать показания на лиц по определённому списку. Вольский показания дал. В. Ф. Семёнов был приговорён Военным трибуналом войск НКВД СССР Хабаровского округа к 7 годам исправительно-трудовых лагерей.  2 июля 1942 года исполнение приговора по делу В. Ф. Семёнова отсрочено до окончания военных действий, и он был направлен на фронт